# التحليل النفسي للأطفال
التحليل النفسي للأطفال هو مجال فرعي من مجالات التحليل النفسي تأسس من قِبل آنا فرويد. واستخدمت آنا عمل والدها سيجموند فرويد مع بعض التعديلات نحو احتياجات الأطفال. ومنذ نشأة التحليل النفسي للأطفال، فقد حقق نموًا كتقنية علاجية معروفة للأطفال والمراهقين.

## معلومات تاريخية
لسنوات عديدة، كان عمل سيجموند فرويد يُعتبر عملاً ثوريًا في ابتكار العلاج النفسي، أو العلاج بالحديث، ونظرياته بشأن تجارب الطفولة التي تؤثر على الشخص في وقت لاحق من حياته. واستمرت ابنته آنا فرويد في استكمال ما بدأه والدها في مجال العلاج النفسي ونظريات والدها المطبقة على الأطفال والمراهقين.
في عام 1941، ساعدت آنا في تأسيس حضانة هامبستيد في لندن وفي هذه الحضانة علمت الأطفال لعدة سنوات إلى أن تم إغلاقها عام 1945. وسرعان ما افتتحت آنا، بمساعدة كيت فريدليندر، مركز وعيادة هامبستيد لعلاج الأطفال لمواصلة عملها وللاستمرار في إيواء الأطفال المشردين. كانت آنا مديرة العيادة منذ عام 1952 وحتى وفاتها عام 1982. وتمت إعادة تسمية العيادة باسام مركز آنا فرويد عقب وفاتها تخليدًا لدورها في الرعاية والدعم الذي قدمتهما لمئات الأطفال على مدى عقود.
والكثير من الأوراق البحثية والكتب التي ألفتها آنا تشير إلى عملها في حضانة وعيادة هامبستيد. ومن بين أشهر كتبها «الأنا وآليات الدفاع» (The Ego and Defense Mechanisms) الذي بحث في ماهية آليات الدفاع وكيفية استخدامها من قِبل المراهقين وكتاب «الحياة الطبيعية وعلم الأمراض في الطفولة» (Normality and Pathology in Childhood) (عام 1965)، الذي يلخص بشكل مباشر عملها في عيادة هامبستيد وغيرها من المرافق الأخرى. وفي الواقع، أتاح عمل آنا في الحضانة والعيادة إتقان تقنياتها ووضع علاج مصمم خصيصًا لتحسين الصحة النفسية للأطفال والمراهقين.

## التقنيات
كانت أول مهمة لآنا في مجال تطوير علاج ناجح للأطفال هي أخذ العلاج الأصلي الذي وضعه سيجموند بشأن مراحل النمو النفسية والاجتماعية ووضع جدول زمني يتم من خلاله تقييم النمو والتطور الطبيعي. وباستخدام هذا الجدول الزمني، سوف يكون اختصاصي العلاج قادرًا على مراقبة الطفل ومعرفة ما إذا كان يحرز تقدمًا مثل الأطفال الآخرين أم لا. إذا تخلفت بعض جوانب التنمية لدى الطفل، مثل الصحة الشخصية أو عادات الأكل، فيمكن عندئذٍ أن يفترض اختصاصي العلاج أن بعض الصدمات قد حدثت ويمكنه في هذا الوقت معالجتها بشكل مباشر من خلال العلاج.
وإذا كان الطفل قد خضع للعلاج من قبل، فيتعين الاستمرار في تغيير التقنيات. وبشكل أساسي، أدركت آنا أنها لا يمكنها توقع خلق حالات من التحول مع الأطفال كما فعل والدها مع مرضاه البالغين. وعادة ما يكون لوالدي الطفل الخاضع للعلاج النفسي دورًا نشطًا في حياته. حتى عندما كان الأطفال مقيمين في العيادة، شجعت آنا الأمهات على الزيارة بشكل متكرر لضمان وجود الارتباط المستقر بين الوالدين والطفل. وفي الحقيقة، كانت إحدى أهم ميزات العلاج النفسي للأطفال هي الدور الفعال الذي يلعبه الآباء والأمهات في علاج أطفالهم، ومعرفة ما يقوم به اختصاصي العلاج بشكل محدد وحياتهم خارج نطاق العلاج من خلال مساعدة الطفل على تنفيذ التقنيات التي يعلمها له اختصاصي العلاج. لذا، لتجنب التحول إلى بديل الآباء وجعل الطفل يعتبرها الشخص البالغ السلطوي، بذلت آنا قصارى جهدها للقيام بدور شخص بالغ يقدم الرعاية ويتميز بالتفهم. حتى يومنا هذا، يهدف الأطباء النفسيون لعلاج الأطفال إلى التعامل باعتبارهم أشخاصًا مماثلين للمعلمين.
ويتمثل هدف أي معالج نفسي في حصول المريض على الراحة أثناء وجوده وعدم وجود مشاكل تمنعه من التحدث بكل ما يخطر على باله. بالنسبة للأطفال، هذا الأمر ينطوي على تكرار الزيارات بشكل كبير وعمل جلسات حتى ولو بشكل يومي. كما نظرت آنا إلى طريقة لعب الطفل على أنها طريقته للتكيف مع الواقع ومواجهة المشاكل التي يواجهها في حياته الواقعية. ولهذا السبب، تهدف الجلسات العلاجية إلى تعليق قواعد الواقع والسماح للطفل باللعب والتحدث كما يشاء. وهذا اللعب يتيح لاختصاصيي العلاج أين تكمن الصدمات التي يعاني منها الطفل ومساعدة الطفل على التغلب على هذه الصدمات. ومع ذلك، أدركت آنا أيضًا أن لعب الأطفال لا يكشف بعض الوحي اللاشعوري. فالأطفال، على عكس الكبار، لم يتمكنوا من تطويع الأحداث بعد ولم يتعلموا كيفية تغطية مشاعرهم. وفي كثير من الأحيان، ما يقوله الطفل في العلاج هو ما يعنيه الطفل. وهذا اختلف بشكل كبير عن الممارسات الأصلية للعلاج النفسي التي كانت في كثير من الأحيان تعمل على فك شفرة معنى كلمات المرضى.
واليوم، يُعتبر العلاج النفسي للأطفال مجالاً ثريًا يساعد الكثير من الأطفال والآباء في جميع أنحاء العالم.

## وصلات خارجية
http://www.childanalysis.org/